# Girolamo Salieri
Pour les articles homonymes, voir Salieri.
Girolamo Giuseppe Bartolomeo Salieri (né le 14 juin 1794 à Legnago, décédé le 3 mars 1864 à Padoue) est un virtuose de la clarinette et un compositeur italien.

## Biographie
Neveu d'Antonio Salieri maître de chapelle de la cour de Vienne, Girolamo Salieri étudie avec son oncle à Vienne avant de partir en 1815 comme clarinettiste au théâtre de Trieste. Au conservatoire de cette ville, il était également professeur de clarinette et de cor de basset. 
Entre 1831 et 1838, une série de concerts avec lui est documentée. Le nécrologue de la Gazzetta di Venezia du 17 mars 1864 indique que Girolamo Salieri s'installe à Padoue en 1841 et devient première clarinette du théâtre local et de la Cappella di S. Antonio. La Società filarmonica di Santa Cecilia de Padoue, rebaptisée par la suite Instituto filarmonico-drammatico, appelle également Salieri à enseigner dans son institut. En 1857, le comité directeur de l'institut le nomme membre d'honneur.
Le 3 mars 1864, Girolamo Salieri meurt à Padoue après une courte maladie.
Girolamo Salieri semble n'avoir composé que pour son instrument, la clarinette. Outre quelques pièces de musique de chambre, il a été conservé diverses paraphrases et variations sur des mélodies d'opéras de Gioacchino Rossini, Vincenzo Bellini et Giovanni Pacini, dans lesquelles Girolamo Salieri montre tous les registres de son talent de clarinettiste. Ils offrent au soliste non seulement l'occasion de briller avec un  jeu et des phrases virtuoses, mais mettent également en lumière de manière expressive les nombreuses facettes des différents registres de clarinette. 
En 1833, l' Allgemeine musikalische Zeitung jugeait son jeu en ces termes :  « (...) il traite la clarinette aussi bien que le cor de basset, qui se fait de plus en plus rare sans le mériter, avec une grande circonspection et une grande délicatesse, si bien qu'il peut se mesurer sans hésiter aux virtuoses les plus confirmés de cet instrument ».

## Œuvres (sélection)
- Adagio con variazioni sopra un tema del M° Vaccai nell’Opera Bianca di Messina (Milan : Ricordi, 1830)
- Adagio con variazioni sopra un tema dell’Opera Edoardo e Cristina del M° Rossini, (Milan : Ricordi, 1831)
- Andante con Variazioni sopra un tema dell'opera I Capuleti e i Montecchi, opéra de Bellini, (Milan : Ricordi, 1833)
- Pensieri Belliniani – Fantasia pour clarinette et piano, thèmes issus des opéras Il pirata (1827) et La Sonnambula (1831) de Vincenzo Bellini, (Milan : Ricordi, 1861)
- Carnevale di Venezia, Variazioni pour clarinette et piano, (Milan : Ricordi, 1861)
- Introduzione, Tema con Variazioni pour cor de basset et quatuor à cordes
- Due duetti concertanti, (manuscrit)

## Enregistrements
- 2019 : Chamber Music for Clarinet and Piano de Girolamo Salieri, par Luigi Magistrelli (clarinette) et Claudia Bracco (piano) (Da Vinci Classics)
- Girolamo Salieri, avec Giuseppe Porgo (clarinette), Südwestdeutsches Kammerorchester Pforzheim, Sebastian Tewinkel (direction), (CD, Genuin, 2006)[3]
  - Adagio, thème et variations sur un thème de Gioacchino Rossini
  - Andante, thème et variations sur un thème de Vincenzo Bellini
  - Thème et variations sur un thème de Giovanni Pacini
  - Introduction, thème et variations